# Luke Masterson
Luke Masterson (Naples, 7 gennaio 1998) è un giocatore di football americano statunitense che milita nel ruolo di linebacker per i Las Vegas Raiders della National Football League (NFL). Al college ha giocato per la Wake Forest University.

## Carriera universitaria
Masterson, originario di Naples in Florida, ha cominciato a giocare a football nella locale Gulf Coast High School ricoprendo vari ruoli, come punter, free safety e wide receiver, per poi iscriversi nel 2016 alla Wake Forest University andando a giocare con i Demon Deacons, impegnati nella Atlantic Coast Conference (ACC) della Divisione I della Football Bowl Subdivision (FBS) della NCAA. 
Nel suo primo anno è stato redshirt, poteva quindi allenarsi con la squadra senza disputare gare ufficiali. 
Nel 2017 Masterson è entrato in squadra come safety, trovandosi davanti nel ruolo un giocatore come Jessie Bates III che a fine stagione avrebbe fatto il salto in NFL, ma giocò comunque in 12 partite, di cui 3 da titolare.
Nel 2018 Masterson partì come safety titolare ma fu utilizzato spesso da linebacker: una delle sue principali caratteristiche era infatti la grande versatilità nel ricoprire i vari ruoli difensivi, cosa che fece dire all'allenatore della difesa dei Demon Deacons che Masterson era come "un coltellino dell'esercito svizzero". 
Nel 2019 a causa di un infortunio alla spalla Masterson concluse ad ottobre la stagione riuscendo comunque a collezionare 6 partite da titolare, di cui 5 come linebacker. 
Nel 2020 Masterson fu nominato tra i capitani della squadra e giocò in stagione, accorciata dalla pandemia di COVID-19, 5 partite tutte da titolare nel ruolo di linebacker. 
Confermato capitano anche per il 2021, Masterson giocò da linebacker titolare tutte le 14 partite collezionando 85 tackle, 2,5 sack e un fumble forzato e fu inserito a fine stagione tra i migliori giocatori della conference. 
Il 15 gennaio 2022 Masterson prese parte al Hula Bowl 2021, partita all-star di football di college, e al termine fu nominato MVP difensivo della partita.
Masterson, terminata la sua carriera al college, divenne eleggibile per il Draft NFL 2022.
| Stagione | Stagione    | Stagione   | Stagione   | Stagione | Stagione | Difesa   | Difesa   | Difesa   | Difesa   | Difesa   | Difesa   |
| Anno     | Squadra     | Campionato | Conference | P        | PT       | T. tot.  | T. sol.  | T. ass.  | Sack     | Pdev     | FF       |
| -------- | ----------- | ---------- | ---------- | -------- | -------- | -------- | -------- | -------- | -------- | -------- | -------- |
| 2016     | Wake Forest | FBS Div. I | ACC        | 0        | 0        | redshirt | redshirt | redshirt | redshirt | redshirt | redshirt |
| 2017     | Wake Forest | FBS Div. I | ACC        | 12       | 3        | 42       | 34       | 8        | 0,0      | 0        | 0        |
| 2018     | Wake Forest | FBS Div. I | ACC        | 10       | 6        | 52       | 34       | 18       | 0,0      | 0        | 0        |
| 2019     | Wake Forest | FBS Div. I | ACC        | 7        | 6        | 19       | 11       | 8        | 1,0      | 0        | 0        |
| 2020     | Wake Forest | FBS Div. I | ACC        | 5        | 5        | 25       | 13       | 12       | 0,0      | 0        | 0        |
| 2021     | Wake Forest | FBS Div. I | ACC        | 14       | 14       | 85       | 57       | 28       | 2,5      | 0        | 1        |
| Totale   | Totale      | Totale     | Totale     | 48       | 34       | 223      | 149      | 74       | 3,5      | 0        | 1        |

Fonte: Football Database
In grassetto i record personali in carriera

## Carriera professionistica

### Las Vegas Raiders
Masterson non fu scelto nel corso del Draft NFL 2022 e il 12 maggio 2022 firmò da undrafted free agent con i Las Vegas Raiders un contratto triennale per 2,5 milioni di dollari con un bonus di 10.000 dollari alla firma.

#### Stagione 2022
Il 30 agosto 2022 Masterson fu inserito nel roster attivo iniziale della squadra: fu uno dei soli quattro undrafted free agent, sui 15 iniziali, a riuscirci. Masterson debuttò da professionista nella NFL l'11 settembre 2022, subentrando nella gara della settimana 1 contro i Los Angeles Chargers persa per 24-19. Masterson mise a segnò il suo primo tackle nella partita della settimana 9 contro i Jacksonville Jaguars. Nella partita del turno successivo, la sconfitta casalinga per 25-20 contro gli Indianapolis Colts, Masterson giocò la sua prima partita da titolare, collezionando sei tackle di cui due in solitario e giocando il 72% degli snap in difesa. Masterson giocò da titolare anche la partita della settimana 14, la sconfitta 16-17 subita contro i Los Angeles Rams, in cui giocò più della metà degli snap della difesa e un terzo di quelli degli special team, mettendo a segno quattro tackle in solitaria. Anche nella partita successiva, la vittoria 30-24 sui New England Patriots, Masterson giocò da titolare risultando il primo della squadra, a parimerito, per numero di tackle (9) e permettendo agli avversari solo tre ricezioni per 10 yard, venendo valutato al sesto posto della settimana tra tutti i linebacker della lega per copertura difensiva. Masterson terminò la sua stagione da rookie giocando in tutte le 17 partite stagionali dei Raiders, di cui 7 da titolare, con un totale di 59 tackle di cui 30 in solitaria.

#### Stagione 2023
Il 29 agosto 2023 Masterson fu confermato nel roster attivo dei Raiders. Nella seconda annata Masterson si confermò come prima riserva dietro i titolari Robert Spillane e Divine Deablo. Nella gara dell'ottavo turno, la sconfitta contro i Detroit Lions, mise a segnò il suo primo fumble forzato in carriera. Terminò la stagione collezionando 16 presenze, di cui una da titolare, con 27 tackle e 2 fumble forzati.

#### Stagione 2024
Masterson iniziò la stagione 2024, suo terzo anno tra i professionisti, come solida e sicura riserva, da utilizzare sia negli special team che per sostenere il reparto difensivo. Dopo l'infortunio di Divine Deablo rimediato nella gara del secondo turno, Masterson fu scelto come titolare vedendo incrementare il suo utilizzo in campo.
Nella gara del terzo turno, la sconfitta 22-36 contro i Carolina Panthers, giocò il 70% degli snap difensivi mettendo a tabellino sette tackle. Fu confermato anche per la gara successiva, la vittoria 20-16 contro i Cleveland Browns, in cui mise a segno sei tackle. Il 5 ottobre 2024, prima della gara del quinto turno, Masterson fu spostato in lista riserve/infortunati per un problema al ginocchio, dovendo quindi saltare almeno le successive quattro partite.

## Statistiche

### Stagione regolare
| Stagione | Stagione | Stagione | Stagione | Difesa  | Difesa  | Difesa  | Difesa | Difesa | Difesa |
| Anno     | Squadra  | P        | PT       | T. tot. | T. sol. | T. ass. | Sck    | Int.   | F.F.   |
| -------- | -------- | -------- | -------- | ------- | ------- | ------- | ------ | ------ | ------ |
| 2022     | LV       | 17       | 7        | 59      | 30      | 29      | 0,0    | 0      | 0      |
| 2023     | LV       | 16       | 1        | 27      | 17      | 10      | 0,0    | 0      | 2      |
| Totale   | Totale   | 33       | 8        | 86      | 47      | 39      | 0,0    | 0      | 2      |

Fonte: Football Database
Statistiche aggiornate alla stagione 2023